# Требонијан Гал
Гај Вибије Требонијан Гал (рођен 206. године - умро у августу 253. године) био је римски цар од 251. до 253, у заједничкој влади са својим сином Волусијаном. 

## Младост
Требонијан Гал је рођен у Италији, у сенаторској фамилији. Имао је два детета у браку са Афинијом Гемином Бебином: будућег цара Волусијана, и кћи, Вибију Галу. Требонијан је постао суфектни конзул а 250. године постао је управинк Горње Мезије, што показује да је цар Деције Трајан имао поверења у њега. У Горњој Мезији, Требонијан Гал је имао важну улогу у спречавању Гота да пљачкају преко Дунава. Постао је и популаран у војсци. 

## Каријера
У јуну 251. године, Деције и његов савладар и син Хереније Етруск погинули су у бици код Абрита од стране Гота које је требало да казне за нападе на царство. Према гласинама које подржавају Дексип (савремени грчки историчар) и тринаесто сибилинско пророчиште, Децијев неуспех је у великој мери био заслуга Гала, који је био у завери са освајачима. У сваком случају, када је војска чула вест, војници су прогласили Гала за цара, упркос томе што је Хостилијан, Децијев преживели син, ступио на царски престо у Риму. Ова акција војске и чињеница да је Гал изгледа био у добрим односима са Децијевом породицом, чини Декипову тврдњу невероватном. Гал није одустао од своје намере да постане цар, већ је прихватио Хостилијана за ко-цара, можда да би избегао грађански рати. Међутим, док је Требонијан Гал био на путу за Рим, избила је куга у граду и млади Хостилијан је подлегао. Тада је Требонијан Гал именовао за савладара свог сина Волусијана.
Желећи да обезбеди свој положај у Риму и стабилизује ситуацију на дунавској граници, Гал је склопио мир са Готима. Мировни услови су дозволили Готима да напусте римску територију задржавајући своје заробљенике и пљачку. Поред тога, договорено је да им се исплаћује годишња субвенција. Стигавши у Рим, Галов проглас је формално потврдио Сенат, а његов син Волузијан је постављен за Цезара. Дана 24. јуна 251. Деције је проглашен богом, али до новембра Хостилијан нестаје из историје — можда је умро од избијања куге.
Гал је такође можда наредио локализовани и некоординисани прогон хришћана. Међутим, позната су само два догађаја: изгнанство папе Корнелија у Чивитавекију, где је умро 253. године, и прогонство његовог наследника, папе Луција, непосредно након његовог избора. Овај последњи је позван у Рим за време Валеријанове владавине.
На Истоку, персијски краљ Шапур I напао је и освојио Сирију. Персијске инвазије су се поновиле следеће године, али се сада Уранијус Антонин, потомак краљевске куће Емеса, суочио са Шапуром и приморао га да се повуче. Међутим, Уранијус се прогласио за цара и ковао новчиће са својим ликом.
На Дунаву, Готи су и даље пљачкали, упркос уговору из 251. године. Доња Мезија је такође нападнута почетком 253. Војска није била задовољна, и Емилијан, управник две Мезије и Паноније, је преузео иницијативу и победио Готе. 

## Смрт
Војска је прогласила Емилијана за цара. Емилијан је кренуо на Италију спреман да се бори за своје право и ухватио Гала код Интерамне (данас Терни) пре доласка Валеријана. Шта се тамо тачно догодило није јасно, јер се извори не слажу једни са другима. Каснији извори тврде да су Гал и Валеријан након првобитног пораза убијени од стране њихових сопствених трупа; или да Гал уопште није имао прилику да се суочи са Емилијаном јер је његова војска прешла у руке узурпатора. У сваком случају, и Гал и Валеријан су убијени августа 253. године.